# Tetroxid de xenon
Tetroxidul de xenon este un compus anorganic format din xenon și oxigen, cu formula XeO4, notabil pentru că este un compus relativ stabil al unui gaz nobil. Este un solid galben cristalin stabil sub −35,9 °C; deasupra acelei temperaturi este posibil să explodeze, descompunându-se în xenon elementar și oxigen (O2). 

## Proprietăți chimice
La temperaturi mai mari de −35,9 °C, tetroxidul de xenon poate exploda, descompunându-se în xenon gazos și oxigen cu ΔH = −643 kJ/mol:
XeO4 → Xe + 2 O2
Oxidul de dizolvă în apă formând acidul perxenic  și în baze alcaline pentru a forma perxenați:
XeO4 + 2 H2O → H4XeO6
XeO4 + 4 NaOH → Na4XeO6 + 2 H2O
Tetroxidul de xenon de asemenea poate reacționa cu hexafluorura de xenon pentru a da oxifluoruri de xenon:
XeO4 + XeF6 → XeOF4 + XeO3F2
XeO4 + XeF6 → XeO2F4 + XeO2F2